# クラレンス・チャント
クラレンス・チャント（Clarence Augustus Chant、1865年5月31日 - 1956年11月18日）はカナダの天文学者、物理学者である。デービッド・ダンラップ天文台の建設に尽力し、カナダの天文学の父と呼ばれる。
オンタリオ州Hagerman's Cornerで生まれた。高校を卒業した後、St. Catherines Collegiate Instituteで働いた後、1884年から3年間教師として働いた。 1887年頃からトロント大学のユニヴァシティ・カレッジで数学と物理学で学び、オタワ市の職員となった。1891年からトロント大学の研究員になり、翌年物理学の講師となった。
トロント大学で働くうちに天文学に興味を持ち1892年に後に、カナダ王立天文学会になる学会に参加し、1904年から1907年まで会長を務め、学会誌の仕事を1956年まで行い、学会誌や観測者のための年報に記事を書いた。
1894年に結婚し1900年に修士号をとり、ハーヴァード大学で博士号をとり、1901年にトロント大学の教授となった。1905年に大学に天文学のコースをつくり、1924年まで大学の唯一の天文学者であった。大学に天文台をつくる運動を行ったが、第1次世界大戦で計画は一旦保留となった。その後1935年になって、鉱山会社の重役の家族の資金援助で、カナダに世界的なレベルの天文台を作る夢は デービッド・ダンラップ天文台の開所によってかなえられた。天文台開所の年に引退した。
5回の日食観測隊に参加し、1922年にはアインシュタインの理論の確認のための日食観測にも参加した。X線の調査も早くから手がけた。1928年、著書 Our Wonderful Universeを執筆した。
月のクレーターと小惑星(3315) Chantに命名された。